# Robot Rex
Rex és un robot humanoide presentat per l'empresa Shadow al Museu de Ciències de Londres el febrer de 2013, sent així la primera vegada que públicament una única màquina integra diverses funcions biòniques. Rex inclou dispositius per al 60% de les funcions fisiològiques humanes. Està valorat en 700.000 euros.
Rex fa dos metres d'alçada i pesa gairebé 200 quilograms. Disposa d'extremitats robòtiques, sistema de circulació de sang mecanitzada i alguns òrgans vitals simulats, com per exemple el cor i un ronyó. La seva estructura té instal·lada una cara de silicona amb ulls amb retina artificial, mans, peus, genolls i malucs.
En un futur podria incorporar pulmons i bufeta urinària artificials.